# Morti nel 2008/Febbraio
| Questa pagina contiene informazioni ricavate automaticamente dalle voci biografiche con l'ausilio del template Bio e di un bot. L'aggiornamento è periodico e automatico e ricostruisce completamente la pagina. Se manca una persona in questa lista, sei pregato di non aggiungerla, ma accertati piuttosto che la sua voce biografica contenga il template Bio e che i dati anagrafici siano correttamente compilati. Se il template Bio manca, inseriscilo tu stesso o, in alternativa, metti l'avviso {{tmp\|Bio}} che ne segnala la mancanza. Se i dati riportati sono sbagliati, correggi direttamente la voce biografica; le modifiche saranno visibili in questa lista entro pochi giorni. Per chiarimenti vedi il progetto biografie. La lista contiene solo le 138 persone che sono citate nell'enciclopedia e per le quali è stato implementato correttamente il template Bio. Pagina aggiornata al 26 lug 2025. |

- 1º febbraio - Giovanni Bonanno, allenatore di calcio italiano (n. 1925)
- 1º febbraio - Ferruccio Botti, storico italiano (n. 1935)
- 1º febbraio - Pete Lalich, cestista statunitense (n. 1920)
- 1º febbraio - Fabio Maniscalco, archeologo italiano (n. 1965)
- 1º febbraio - Douglas McBain, calciatore scozzese (n. 1924)
- 1º febbraio - Carlo Molon, calciatore e allenatore di calcio italiano (n. 1929)
- 1º febbraio - Katoucha Niane, modella guineana (n. 1960)
- 2 febbraio - Joshua Lederberg, microbiologo statunitense (n. 1925)
- 2 febbraio - Barry Morse, attore britannico (n. 1918)
- 2 febbraio - Michele Ranchetti, storico e traduttore italiano (n. 1925)
- 3 febbraio - Edward C.T. Chao, geologo statunitense (n. 1919)
- 3 febbraio - Charles Fawcett, attore statunitense (n. 1915)
- 3 febbraio - Doug Holcomb, cestista e allenatore di pallacanestro statunitense (n. 1921)
- 3 febbraio - Ernesto Illy, imprenditore italiano (n. 1925)
- 3 febbraio - Enea Manfredini, architetto italiano (n. 1916)
- 3 febbraio - Geoffrey Paish, tennista britannico (n. 1922)
- 3 febbraio - Giuseppe Talamucci, pediatra italiano (n. 1933)
- 4 febbraio - Sheldon Brown, ciclista e informatico statunitense (n. 1944)
- 4 febbraio - Novak Roganović, calciatore jugoslavo (n. 1932)
- 5 febbraio - Zoran Antonijević, calciatore jugoslavo (n. 1945)
- 5 febbraio - José Barroso Chávez, imprenditore messicano (n. 1925)
- 5 febbraio - Loris Ciullini, giornalista italiano (n. 1924)
- 5 febbraio - Maharishi Mahesh Yogi, mistico e filosofo indiano (n. 1918)
- 6 febbraio - Charles Borck, cestista filippino (n. 1917)
- 6 febbraio - Enzo D'Angelo, pallanuotista italiano (n. 1951)
- 6 febbraio - Stefano Raise, calciatore italiano (n. 1932)
- 6 febbraio - Tony Rolt, pilota automobilistico e ingegnere inglese (n. 1918)
- 7 febbraio - Hugo Bagnulo, allenatore di calcio e calciatore uruguaiano (n. 1915)
- 7 febbraio - Ignazio Baldelli, linguista e filologo italiano (n. 1922)
- 7 febbraio - Andrew Bertie, storico e religioso britannico (n. 1929)
- 7 febbraio - Salvo Monica, scultore italiano (n. 1917)
- 7 febbraio - Bruno Peretti, ciclista su strada italiano (n. 1940)
- 8 febbraio - Filippo Belardini, calciatore italiano (n. 1919)
- 8 febbraio - Wilma D'Eusebio, attrice e cabarettista italiana (n. 1931)
- 8 febbraio - Eva Dahlbeck, attrice e scrittrice svedese (n. 1920)
- 8 febbraio - Alvar Ellegård, linguista e saggista svedese (n. 1919)
- 8 febbraio - Dieter Gieseler, pistard tedesco (n. 1941)
- 8 febbraio - Robert Jastrow, fisico e astronomo statunitense (n. 1925)
- 8 febbraio - Stephen Kipkorir, mezzofondista keniota (n. 1970)
- 8 febbraio - Phyllis A. Whitney, scrittrice statunitense (n. 1903)
- 9 febbraio - Baba Amte, avvocato e attivista indiano (n. 1914)
- 9 febbraio - Frans Brands, ciclista su strada belga (n. 1940)
- 9 febbraio - Genaro Celayeta, calciatore spagnolo (n. 1954)
- 9 febbraio - Robert DoQui, attore e doppiatore statunitense (n. 1934)
- 9 febbraio - Guy Tchingoma, calciatore gabonese (n. 1986)
- 10 febbraio - Steve Gerber, fumettista statunitense (n. 1947)
- 10 febbraio - Ove Jørstad, calciatore norvegese (n. 1970)
- 10 febbraio - Emilio Mendogni, pilota motociclistico italiano (n. 1932)
- 10 febbraio - Inga Nielsen, soprano danese (n. 1946)
- 10 febbraio - Manuel Ortiz, schermidore cubano (n. 1948)
- 10 febbraio - Remo Peroncelli, partigiano e calciatore italiano (n. 1919)
- 10 febbraio - Roy Scheider, attore statunitense (n. 1932)
- 11 febbraio - Angese, fumettista italiano (n. 1947)
- 11 febbraio - Edi Bär, compositore, sassofonista e clarinettista svizzero (n. 1913)
- 11 febbraio - Roberto Damiani, letterato, critico letterario e politico italiano (n. 1943)
- 11 febbraio - Cesare Gallea, calciatore e allenatore di calcio italiano (n. 1917)
- 11 febbraio - Tom Lantos, politico ungherese (n. 1928)
- 11 febbraio - Frank Piasecki, ingegnere e imprenditore statunitense (n. 1919)
- 11 febbraio - Carolina Tronconi, ginnasta italiana (n. 1913)
- 12 febbraio - Oscar Brodney, sceneggiatore statunitense (n. 1907)
- 12 febbraio - Anatolij Ivanovič Gribkov, militare sovietico (n. 1919)
- 12 febbraio - David Groh, attore statunitense (n. 1939)
- 12 febbraio - Imad Mugniyah, terrorista e militare libanese (n. 1962)
- 12 febbraio - Badri Patarkatsishvili, imprenditore e politico georgiano (n. 1955)
- 12 febbraio - Jean Prouff, allenatore di calcio e calciatore francese (n. 1919)
- 13 febbraio - Raúl Fontaina, imprenditore e conduttore televisivo uruguaiano (n. 1931)
- 13 febbraio - Michele Greco, mafioso italiano (n. 1924)
- 13 febbraio - Kon Ichikawa, regista cinematografico e animatore giapponese (n. 1915)
- 13 febbraio - Assane N'Diaye, calciatore senegalese (n. 1974)
- 13 febbraio - Errico Ruotolo, pittore, disegnatore e scultore italiano (n. 1939)
- 13 febbraio - Henri Salvador, cantante, chitarrista e comico francese (n. 1917)
- 13 febbraio - Pino Zimba, musicista e attore italiano (n. 1952)
- 14 febbraio - Osvaldo Civirani, produttore cinematografico, regista e fotografo italiano (n. 1917)
- 14 febbraio - Perry Lopez, attore statunitense (n. 1929)
- 15 febbraio - Jim Begg, attore e produttore cinematografico statunitense (n. 1938)
- 15 febbraio - Nicola Corbascio, compositore, pianista e fisarmonicista italiano (n. 1931)
- 15 febbraio - Michail Sergeevič Solomencev, politico sovietico (n. 1913)
- 15 febbraio - Inge Thun, calciatore norvegese (n. 1945)
- 16 febbraio - Boris Alekseevič Chmelnickij, attore russo (n. 1940)
- 16 febbraio - Oreste Grossi, canottiere italiano (n. 1912)
- 16 febbraio - Vittorio Lucarelli, schermidore italiano (n. 1928)
- 16 febbraio - James Orange, attivista statunitense (n. 1942)
- 16 febbraio - Fabio Presca, cestista e dirigente sportivo italiano (n. 1930)
- 17 febbraio - Vladimir Jakovlevič Pereladov, militare sovietico (n. 1918)
- 18 febbraio - Giuseppe Bicocchi, politico italiano (n. 1943)
- 18 febbraio - Vasilij Buzunov, calciatore e hockeista su ghiaccio sovietico (n. 1928)
- 18 febbraio - Alain Robbe-Grillet, scrittore, saggista e regista francese (n. 1922)
- 19 febbraio - Natalija Bessmertnova, ballerina sovietica (n. 1941)
- 19 febbraio - Egor Letov, cantante e chitarrista russo (n. 1964)
- 19 febbraio - Teo Macero, sassofonista e produttore discografico statunitense (n. 1925)
- 19 febbraio - David Watkin, direttore della fotografia britannico (n. 1925)
- 20 febbraio - Ermanno Dossetti, antifascista, partigiano e politico italiano (n. 1915)
- 20 febbraio - Hao Ran, scrittore cinese (n. 1932)
- 20 febbraio - Rosana Pistolese, costumista, stilista e storica italiana (n. 1922)
- 21 febbraio - Sufi Abu Taleb, politico e giurista egiziano (n. 1925)
- 21 febbraio - Paul-Louis Carrière, vescovo cattolico francese (n. 1908)
- 21 febbraio - Ben Chapman, attore statunitense (n. 1928)
- 21 febbraio - Joe Gibbs, produttore discografico giamaicano (n. 1943)
- 21 febbraio - Evan Mecham, politico statunitense (n. 1924)
- 21 febbraio - Emmanuel Sanon, allenatore di calcio e calciatore haitiano (n. 1951)
- 22 febbraio - Eagle Day, giocatore di football americano statunitense (n. 1932)
- 22 febbraio - Nunzio Gallo, cantante e attore italiano (n. 1928)
- 22 febbraio - Pierre de Villemarest, giornalista e scrittore francese (n. 1922)
- 22 febbraio - Rubens de Falco, attore brasiliano (n. 1931)
- 23 febbraio - Giampiero Bandini, calciatore italiano (n. 1935)
- 23 febbraio - Bio, calciatore brasiliano (n. 1953)
- 23 febbraio - Janez Drnovšek, politico sloveno (n. 1950)
- 23 febbraio - Roger Foulon, scrittore belga (n. 1923)
- 23 febbraio - Paul Frère, pilota automobilistico, scrittore e giornalista belga (n. 1917)
- 23 febbraio - Nilo Palazzoli, calciatore italiano (n. 1934)
- 23 febbraio - Alice von Platen, psichiatra tedesca (n. 1910)
- 23 febbraio - Louis Trabuc, pittore francese (n. 1928)
- 24 febbraio - Pier Giorgio Merli, fisico italiano (n. 1943)
- 24 febbraio - Larry Norman, cantautore, musicista e produttore discografico statunitense (n. 1947)
- 24 febbraio - Pearl Witherington, militare britannica (n. 1914)
- 25 febbraio - Jimmy Dugdale, calciatore inglese (n. 1932)
- 25 febbraio - Static Major, cantante statunitense (n. 1974)
- 25 febbraio - Luigi Matrone, politico italiano (n. 1923)
- 26 febbraio - Alberto Ciambricco, sceneggiatore italiano (n. 1920)
- 26 febbraio - Robert Kraichnan, fisico statunitense (n. 1928)
- 26 febbraio - Buddy Miles, batterista, cantante e compositore statunitense (n. 1947)
- 26 febbraio - Ugo Poggi, imprenditore e dirigente sportivo italiano (n. 1929)
- 26 febbraio - Dan Shomron, generale israeliano (n. 1937)
- 27 febbraio - Henrietta Bell Wells, attivista statunitense (n. 1912)
- 27 febbraio - Ana Bešlić, scultrice jugoslava (n. 1912)
- 27 febbraio - Enrico Candiani, calciatore e dirigente sportivo italiano (n. 1918)
- 27 febbraio - Boyd Coddington, designer statunitense (n. 1944)
- 27 febbraio - Wilfred Charles Heinz, giornalista e scrittore statunitense (n. 1915)
- 27 febbraio - Lloyd Mumba, calciatore zambiano (n. 1983)
- 27 febbraio - Ivan Rebroff, cantante tedesco (n. 1931)
- 28 febbraio - William Buckley, saggista, giornalista e conduttore televisivo statunitense (n. 1925)
- 28 febbraio - Gérard Calvet, abate francese (n. 1927)
- 28 febbraio - Ferenc Pinter, illustratore e pittore italiano (n. 1931)
- 28 febbraio - Mike Smith, musicista e produttore discografico britannico (n. 1943)
- 29 febbraio - Vitalij Vasil'evič Fedorčuk, politico, generale e poliziotto sovietico (n. 1918)
- 29 febbraio - Alain Gottvallès, nuotatore francese (n. 1942)
- 29 febbraio - Ralph Hansch, hockeista su ghiaccio canadese (n. 1924)
- 29 febbraio - Jan Lambert Wirix-Speetjens, vescovo vetero-cattolico belga (n. 1946)